# 湯免温泉
湯免温泉（ゆめんおんせん）は、山口県長門市（旧国長門国）にある温泉。

## 泉質
ともに公衆浴場である「湯免観光ホテル　うさぎの湯」と「湯免温泉ふれあいセンター」では異なる源泉が使用され、「うさぎの湯」は放射能泉、「湯免ふれあいセンター」は単純温泉である。
- 「湯免温泉配湯施設２～５号混合泉」（うさぎの湯）　温度29.4℃　P.H値9.06　ラドン含有量27.27×10⁻¹⁰ Ci/kg
- 「長門市有三隅５号泉」（湯免温泉ふれあいセンター」　温度35.2℃　P.H値8.85

「湯免温泉ふれあいセンター」はサウナ・水風呂・露天風呂があり、食事処や休憩所も併設している。「うさぎの湯」は源泉かけ流しの浴槽とカランのみのシンプルな浴場で、昔ながらの公衆浴場を思わせる浴室内となっている。

## 周辺環境
長門市（旧三隅町）が運営している日帰り温泉施設「湯免ふれあいセンター」と、「湯免観光ホテル　名湯ゆめの郷」が1軒、民宿が数軒存在する。近隣には香月泰男美術館がある。

## 歴史
伝承によれば、弘法大師が唐からの仏教修行の帰途、長門国俵山村にあった能満寺にしばらく滞在した時、ある夜夢の中で「俵山より北北東、三隅の里に効能の高い温泉が湧き出ている」というお告げを聞いた。果たして里の者にその地を探させると、夢の通りの地に温泉が湧き出ていたという。その後、この温泉は大師の夢の中に出てきた温泉、ということで「ゆめ」温泉と呼ばれるようになり、それが転じて「湯免温泉」となったと言われる。
また、けがをしたウサギがこの温泉の湯で治療をしていたのを地元の行商人によって発見されたという説もある。
昭和29年（1954）、古くからの湯治場を当時の三隅町が町民憩いの場として開発した。

## 周辺
- 香月泰男美術館 - 温泉街のほど近くにある。
- 湯免ダム（みすみ湖）

## アクセス
- 鉄道
  - JR山陰本線 長門三隅駅下車、タクシーまたは防長交通バスで5分「湯免温泉」下車。
  - JR山陰本線・美祢線 長門市駅またはJR山陰本線 東萩駅より防長交通バス。
- 自動車
  - 長門市街より国道191号を萩市方面へ10分弱、三隅インターチェンジそば。
  - 中国道美祢東JCTから小郡萩道路経由、絵堂ICより長門方面、県道小郡三隅線経由で約30分。
  - 中国道美祢ICから国道435号・県道美東秋芳西寺線・県道秋芳三隅線経由で約35分。
  - 中国道小郡ICから県道小郡三隅線経由または県道美東秋芳西寺線・県道秋芳三隅線経由でそれぞれ約40分。